# Communisme chrétien
 (avril 2021).
Si vous disposez d'ouvrages ou d'articles de référence ou si vous connaissez des sites web de qualité traitant du thème abordé ici, merci de compléter l'article en donnant les références utiles à sa vérifiabilité et en les liant à la section « Notes et références ».

Logo du communisme chrétien.

Le communisme chrétien est un courant politique cherchant à concilier le message des évangiles avec les idées du communisme. S’il n’existe aucune date précise du début de ce mouvement, nombreux sont les communistes chrétiens à le faire remonter aux pratiques des premiers croyants, voire des apôtres eux-mêmes. Certains socialistes athées, dont Karl Kautsky, ont argué que Jésus lui même aurait formulé des principes d'égalité sociale et de révolution politique, faisant de lui un des premiers communistes utopiques de l’histoire.

## Histoire
Aux origines, le communisme chrétien reposait sur le concept de koinonia, dons de Dieu pour la communauté expression de l’agape. Ainsi, dans Actes des apôtres 4:34-35, on peut lire

« En effet, il n’y avait parmi eux aucun indigent, puisque tous ceux qui possédaient des terres ou des maisons les vendaient et apportaient le produit de la vente, qu’ils déposaient aux pieds des apôtres ; et on distribuait à chacun ce dont il avait besoin. »

Concrètement, les communautés pratiquaient le partage des biens, y compris des maisons, mais aussi des repas, etc.
Ces pratiques, ayant garanti une certaine autonomie aux communauté leur permettant de survivre après le sac de Jérusalem conduisit bien plus tard l’apparition en Europe du monachisme, lequel connu un regain d’élan au XIXe siècle.
Pour les pères de l’église, la décadence de la société humaine tirerait sa source d’un cruel manque d’égalité dans les relations sociales. Ainsi, Basile de Césarée écrivait dans une homélie sur l’avarice au IVe siècle

« Comment s’enrichissent les possédants, sinon en accaparant les choses qui appartiennent à tous ? Si chacun ne prenait que selon ses besoins, laissant le reste aux autres, il n’y aurait ni riches ni pauvres. »

Dans l’Europe du Haut Moyen Âge, plusieurs groupes minoritaires promouvront des idées semblables. Ainsi l’église évangélique vaudoise du XIIe siècle dont les membres abandonnaient leur droit de propriété à la communauté entière. De même, autour des années 1300, Fra Dolcino, chef de file des Dulciniens incita les membres de sa communauté de prosélyte itinérants à se détourner des idées féodales et à mettre en commun l’ensemble de leur possessions. Dans une autre idée, John Ball, prêtre dirigeant de la Révolte paysanne de 1381 aurait déclaré que

« les choses ne peuvent et ne pourront pas aller bien en angleterre tant que tous les biens ne seront pas mis en commun. »

Pendant la Renaissance, saint Thomas More écrivit son traité Utopie décrivant une société reposant sur la propriété partagées des choses administrée par des dirigeants suivant la raison.
Si la Réforme ne portrait pas en elle même l’idée d’une mise en commun des richesses, elle eut pour conséquence la multiplication des conflits voyant s’opposer plusieurs petites communautés religieuses. Ainsi, lors de la première révolution anglaise, plusieurs chefs de bande, dont Gerrad Winstanle et Olivier Cromwell, portaient dans leurs discours des idées clairement communistes. Un message analogue fut présenté par Thomas Muntzer durant la guerre des paysans allemands.
Sous les Lumières, plusieurs critiques de la propriété privée se firent entendre, la plus forte étant sans doute celle de Jean-Jacques Rousseau, calvinisme de naissance, influencé par le Jansénisme, mouvement religieux très virulent vis-à-vis du protestantisme ainsi que de la corruption aristocratique des hautes sphères de l’Église catholique.
Après cela, les communistes européens s’étant rapprochés de l’athéisme, la plupart des communistes chrétiens se rapprochèrent des socialistes. Cette distinction leur permit de ne pas être affiliés à la classe ouvrière violente laquelle était combattue par les élite. Ainsi, certains mouvement comme les owénistes en Angleterre ou les fouriéristes en France étaient vus comme respectable par l’élite. Par ailleurs, les chrétiens socialistes furent l’un des courants politiques à s’unir sous le parti travailliste anglais.

### Chine
D’après le parti communiste chinois, le Royaume céleste de la grande paix est un État rebelle né d’une guerre civile. Son dirigeant, Soong Ching-Ling, dont les idées étaient proche des idées communistes, était aussi un chrétien pratiquant. Il espérait mettre en place un royaume théocratique.[incompréhensible]

## Sources bibliques
Généralement, les communistes chrétiens citent les chapitres 2 et 4 du Livre des Actes des Apôtres comme preuve de l’existence d’une société communiste à l’heure des premiers chrétiens.
Actes des Apôtres 2, 44-46 :

« Tous les croyants sont unis et ils mettent en commun tout ce qu’ils ont. Ils vendent leurs propriétés et leurs objets de valeur, ils partagent l’argent entre tous, et chacun reçoit ce qui lui est nécessaire. Chaque jour, d’un seul cœur, il se réunissent fidèlement dans le temple. Ils partagent le pain dans leurs maisons, ils mangent leur nourriture avec joie et avec un cœur simple. »

Dans ce verset, une analogie est à faire avec les textes de Karl Marx. Selon lui, la société communiste sera une société qui passera de « chacun selon ses capacités » à « chacun selon ses besoins ». Dans le verset, il est écrit « et chacun reçoit ce qui lui est nécessaire ». Les deux formules sont proches.
Également, Actes des Apôtres 4, 32-37 :

« Personne ne dit : "Cela, c’est à moi !", mais ils mettent tout en commun. […] Parmi eux, personne ne manque de rien. En effet, tous ceux qui ont des champs ou des maisons les vendent, ils apportent l’argent de ce qu’ils ont vendu et ils le donnent aux apôtres. Ensuite on distribue l’argent, et chacun reçoit ce qui lui est nécessaire. Il y a ainsi un certain Joseph, un lévite né à Chypre. Les apôtres l’appellent Barnabas, ce qui veut dire "l’homme qui encourage". Il a un champ, il le vend, il apporte l’argent et le donne aux apôtres. »

Toutefois, dans l’évangile de Luc (que les experts attribuent au même auteur que le livre des Actes), on trouve des passages régulièrement présentés. Ainsi, dans Luc 12:33, Jésus incite à vendre toute possession :

« Vendez ce que vous avez, et donnez-le en aumône. Faites vous des bourses qui ne s’usent pas, un trésor inépuisable dans les cieux, où le voleur n’approche pas et la teigne ne détruit point. »

Dans Luc 14:33, Jésus réaffirme :

« Ainsi donc, quiconque d’entre vous ne renonce pas à tout ce qu’il possède ne peut être mon disciple. »

Encore ailleurs, il existe des passages comme Matthieu 6:24 qui affirment que :

« Nul ne peut servir deux maîtres: car ou il haïra l’un et aimera l’autre, ou il s’attachera à l’un et méprisera l’autre. Vous ne pouvez servir Dieu et la Richesse. »

Plusieurs auteurs dont Thomas Wharton Collens, José Porfirio Miranda et José Miguez Bonino, décrivent la société chrétienne primitive comme fonctionnant sur la propriété commune. Toutefois, les chrétiens communistes ne font pas reposer leurs thèses que sur les pratiques des chrétiens des premiers jours. Le centre de leur discours demeure en l’opposition entre capitalisme actuel, et message d’amour donné par le Christ. « Car la racine de tous les maux, c’est l’amour de l’argent, et certains, dans cette convoitise se sont égarés loin de la foi et se sont transpercés eux-mêmes de beaucoup de tourments. Pour toi homme de Dieu, fuis cela; recherche au contraire la justice, la piété, la foi, la charité, la patience, la douceur » (1 Timothée 6:10-11), le message des évangiles serait donc par nature anticapitaliste.

## Communautés connues
- Aaronic Order
- Bruderhof
- Church of Bible Understanding
- Church of Jesus Christ (Cutlerite)
- Evangelical Association of the Israelite Mission of the New Universal Covenant
- Gloriavale Christian Community
- Hutterites
- Jesus Christians
- Jesus People USA
- Koinonia Partners
- Padanaram Settlement
- Reba Place Fellowship
- Shakers
- Sojourners Community
- Twelve Tribes communities
- Adonai-Shomo
- Amana Colonies
- Anabaptistes disciples de Thomas Müntzer
- Aurora Colony
- Batenburgers
- Bêcheux
- Dulciniens
- Jesus Army
- Labadists
- Levellers
- Harmony Society
- Oneida Community
- Peoples Temple
- Society of Separatists of Zoar
- United Order Family of Christ
- Vaudois
- Zwijndrechtse Nieuwlichters

## Critiques au sujet de l'association du christianisme et du communisme

### Catholicisme
Le pape Pie XI a condamné sans appel le communisme et le socialisme dans les encycliques Divini Redemptoris et Quadragesimo Anno. Pie IX avait dénoncé le communisme dès 1864 dans Quanta Cura. En juillet 1949, le Saint-Office excommunie globalement les communistes.